# Cerová (district de Senica)
Pour les articles homonymes, voir Cerová.
Cerová (allemand : Konradstein , hongrois : Czerova) est un village de Slovaquie situé dans la région de Trnava.

## Histoire
La première mention écrite du village date de 1696.

## Démographie

### Évolution de la population
| Année:               | 1994. | 2004.   | 2014.   | 2024.   |
| -------------------- | ----- | ------- | ------- | ------- |
| Nombre de personnes: | 1388  | 1265    | 1182    | 1095    |
| Différence:          |       | -8,86 % | -6,56 % | -7,36 % |

| Année:               | 2023. | 2024.   |
| -------------------- | ----- | ------- |
| Nombre de personnes: | 1092  | 1095    |
| Différence:          |       | +0,27 % |